# District de Nymburk
Le district de Nymburk (en tchèque : okres Nymburk) est une subdivision de la région de la Bohême-Centrale, en Tchéquie. Son chef-lieu est la ville de Nymburk.

## Liste des communes
Le district compte 86 communes, dont 7 ont le statut de ville (en gras) et 3 celui de bourg (městys, en italique) :
Běrunice •
Bobnice •
Bříství •
Budiměřice •
Chleby •
Choťánky •
Chotěšice •
Chrást •
Chroustov •
Čilec •
Činěves •
Dlouhopolsko •
Dobšice •
Dvory •
Dymokury •
Hořany •
Hořátev •
Hradčany •
Hradištko •
Hrubý Jeseník •
Jíkev •
Jiřice •
Jizbice •
Kamenné Zboží •
Kněžice •
Kněžičky •
Kolaje •
Kostelní Lhota •
Kostomlátky •
Kostomlaty nad Labem •
Košík •
Kounice •
Kouty •
Kovanice •
Krchleby •
Křečkov •
Křinec •
Libice nad Cidlinou •
Loučeň •
Lysá nad Labem •
Mcely •
Městec Králové •
Milčice •
Milovice •
Netřebice •
Nový Dvůr •
Nymburk •
Odřepsy •
Okřínek •
Opočnice •
Opolany •
Oseček •
Oskořínek •
Ostrá •
Pátek •
Písková Lhota •
Písty •
Poděbrady •
Podmoky •
Přerov nad Labem •
Rožďalovice •
Sadská •
Sány •
Seletice •
Semice •
Senice •
Sloveč •
Sokoleč •
Stará Lysá •
Starý Vestec •
Straky •
Stratov •
Třebestovice •
Úmyslovice •
Velenice •
Velenka •
Vestec •
Vlkov pod Oškobrhem •
Vrbice •
Vrbová Lhota •
Všechlapy •
Vykáň •
Záhornice •
Zbožíčko •
Žitovlice •
Zvěřínek

## Principales communes
Population des dix principales communes du district au 1er janvier 2024 et évolution depuis le 1er janvier 2023 :
| Nymburk              | 15 510 | en augmentation |
| Poděbrady            | 15 156 | en augmentation |
| Milovice             | 13 920 | en augmentation |
| Lysá nad Labem       | 10 062 | en augmentation |
| Sadská               | 3 253  | en augmentation |
| Městec Králové       | 2 860  | en diminution   |
| Kostomlaty nad Labem | 1 901  | en diminution   |
| Rožďalovice          | 1 663  | en augmentation |
| Kounice              | 1 703  | en augmentation |
| Loučeň               | 1 392  | en augmentation |

## Source
- (en) Cet article est partiellement ou en totalité issu de l’article de Wikipédia en anglais intitulé « Nymburk District » (voir la liste des auteurs).